# The Secret Life of My Secretary
The Secret Life of My Secretary é uma telenovela sul-coreana exibida pela SBS em 2019, estrelada por Kim Young-kwang, Jin Ki-joo, Kim Jae-kyung e Koo Ja-sung.

## Sinopse
Do Min-ik (Kim Young-kwang) é o chefe insensível de uma companhia telefônica, que depende da sua secretária Jung Gal hee (Jin Ki-joo) para tudo. Depois de sofrer um acidente durante uma tentativa de assassinato, ele perde a capacidade de reconhecer os rostos das pessoas, sendo sua secretária a única pessoa que ele consegue reconhecer.

## Elenco
- Kim Young-kwang como Do Min-ik [4]
- Jin Ki-joo como Jung Gal-hee [3]
- Kim Jae-kyung como Veronica Park [5]
- Koo Ja-sung como Ki Dae-joo [3]
- Jung Ae-ri como Sim Hae-ra [6]
- Kim Min-sang como Sim Hae-yong [6]
- Jang So-yeon como Lee Eul-wang [6]

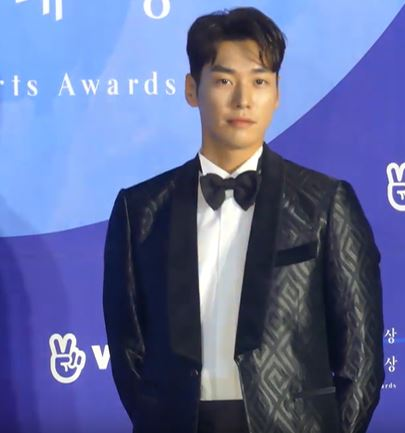
Young-kwang é Do Min-ik, um executivo com prosopagnosia

- Seo Dong ganhou como Jung Joong-hee
- Kim Ji-min como Jung Nam-hee
- Kim Hee-jung como Go Si-centeio
- Baek Hyun-joo como Park Seok-ja [6]
- Kim Byung-chun como Goo Seok-chan [6]
- Han Ji-sun como Mo Ha-ni [7]
- Eles são como Goo Myung-jung [7]
- Choi Yoon-ra como Boo Se-young
- Kwon So-hyun como Ha Ri-ra [7]
- Choi Tae-hwan como Eun Jung-soo [8]

## Público
Nesta tabela, os números azuis representam as classificações de audiência mais baixas e os vermelhos  representam os mais altos. 
| Ep.   | Data de emissão     | Audiência média | Audiência média | Audiência média |
| Ep.   | Data de emissão     | AGB Nielsen     | AGB Nielsen     | TNmS            |
| Ep.   | Data de emissão     | National        | Seul            | National        |
| ----- | ------------------- | --------------- | --------------- | --------------- |
| 1     | 6 de maio de 2019   | 3,2%            | %               | 3,7%            |
| 2     | 6 de maio de 2019   | 3,6%            | %               | 3,5%            |
| 3     | 7 de maio de 2019   | 3,4%            | %               | 3,1%            |
| 4     | 7 de maio de 2019   | 3,2%            | %               | 3,3%            |
| 5     | 13 de maio de 2019  | 3,1%            | %               | 2.7%            |
| 6     | 13 de maio de 2019  | 3,1%            | %               | 3,1%            |
| 7     | 14 de maio de 2019  | 3,0%            |                 |                 |
| 8     | 14 de maio de 2019  | 3,5%            |                 |                 |
| 9     | 20 de maio de 2019  | 3,0%            |                 |                 |
| 10    | 20 de maio de 2019  | 3,4%            |                 |                 |
| 11    | 21 de maio de 2019  | 2,7%            |                 |                 |
| 12    | 21 de maio de 2019  | 3,6%            |                 |                 |
| 13    | 27 de maio de 2019  | 2,8%            |                 |                 |
| 14    | 27 de maio de 2019  | 3,5%            |                 |                 |
| 15    | 28 de maio de 2019  | 3,0%            |                 |                 |
| 16    | 28 de maio de 2019  | 3,0%            |                 |                 |
| 17    | 3 de junho de 2019  | 3,1%            |                 |                 |
| 18    | 3 de junho de 2019  | 3,7%            |                 |                 |
| 19    | 4 de junho de 2019  | 3,2%            |                 |                 |
| 20    | 4 de junho de 2019  | 4.0%            |                 | 3.8%            |
| 21    | 10 de junho de 2019 | 2,7℅            |                 |                 |
| 22    | 10 de junho de 2019 | 3,4℅            |                 |                 |
| 23    | 11 de junho de 2019 |                 |                 |                 |
| 24    | 11 de junho de 2019 |                 |                 |                 |
| 25    | 17 de junho de 2019 |                 |                 |                 |
| 26    | 17 de junho de 2019 |                 |                 |                 |
| 27    | 18 de junho de 2019 |                 |                 |                 |
| 28    | 18 de junho de 2019 |                 |                 |                 |
| 29    | 24 de junho de 2019 |                 |                 |                 |
| 30    | 24 de junho de 2019 |                 |                 |                 |
| 31    | 25 de junho de 2019 |                 |                 |                 |
| 32    | 25 de junho de 2019 |                 |                 |                 |
| Média | Média               | %               | %               | %               |